# Erzsébettelep
Erzsébettelep est un quartier situé dans le 18e arrondissement de Budapest. 